# Xã Richfield, Quận Morton, Kansas
Xã Richfield (tiếng Anh: Richfield Township) là một xã thuộc quận Morton, tiểu bang Kansas, Hoa Kỳ. Năm 2010, dân số của xã này là 182 người.